# Михайловка (Великобагачанский район)
Михайловка (укр. Михайлівка) — село, Михайловский сельский совет, Великобагачанский район, Полтавская область, Украина.
Код КОАТУУ — 5320282601. Население по переписи 2001 года составляло 625 человек.
Является административным центром Михайловского сельского совета, в который, кроме того, входят сёла Кульбашное, Марьянское и Зайцев.

## Географическое положение
Село Михайловка находится на берегу реки Вовнянка, выше по течению на расстоянии в 0,5 км расположено село Марьянское, ниже по течению примыкает село Дакалевка. На реке несколько запруд. Рядом проходит железная дорога, станция Мелашенково в 2,5 км.